# آمادئو اورتگا
آمادئو اورتگا (انگلیسی: Amadeo Ortega؛ – ۱۷ اکتبر ۱۹۸۳) یک بازیکن فوتبال اهل پاراگوئه بود.
وی همچنین در تیم ملی فوتبال پاراگوئه بازی کرده‌است.